# Fire Wind
Fire Wind — второй студийный альбом группы Electric Sun немецкого гитариста Ули Джон Рота. Диск был издан в 1981 году на лейбле Brain Records и посвящен египетскому лидеру Анвару ас-Садату, убитому в 1981 году.

## Об альбоме
Второй альбом Electric Sun, Fire Wind, был немного легче для восприятия ориентированными на хард-рок слушателями, потому что он в целом выдержан в  более роковой стилистике и звучал менее эклектично, чем его предшественник.
Композиция «Chaplin and I» основана на одном из снов Рота. Ему приснился сон с Чарльзом Чаплином, и это было в квартире Моники Даннеман. Утром он проснулся и в тот же день написал эту песню.
Как и в Earthquake, запись завершается длинной композицией продолжительностью более 10 минут. «Hiroshima» — центральный трек альбома, тема которой — бомбардировки японского города Хиросима во время Второй мировой войны. Разделенная на четыре части, это в основном инструментальное произведение чередует меланхолические аккорды и апокалиптические гитарные эффекты, которые напоминают о сбросе атомной бомбы на японский город 6 августа 1945 года.
Обозреватель портала Defenders of the Faith так описывает своё впечатление от композиции: «Песня начинается как стандартный хард-рокер, но по мере того, как она продолжается, музыка говорит громче, чем слова. Спокойный, восточный проход представляет собой чувство спокойствия среди японцев до бомбардировки. Затем бомба падает. Буквально. Рот использует свой whammy bar с максимальным эффектом… Если бы существовал „Топ-10 самых эмоциональных гитарных соло, когда-либо записанных“, это соло Рота должно было туда войти».  
AllMusicguide более критично смотрит на этот альбом, полагая, что подражание Рота  Джими Хендриксу перешло разумную грань и превратилось в прямое заимствование — «I'll Be Loving You Always» звучит как «The Wind Cries Mary» или «Angel», в то время как почти 11-минутная «Hiroshima» по сути, представляла собой вариацию на тему «Machine Gun» Хендрикса. Тем не менее, альбом имел, по крайней мере, одну неоспоримую изюминку в энергичном вступительном рокере «Cast Away Your Chains».
Шведский метал-гитарист Фредрик Окессон из группы Opeth выделяет гитарную работу Ули Джон Рота: «То, что он делал тогда, было безумным, и его сольные вещи, такие как Earthquake и Fire Wind, тоже невероятны. Он был очень новаторским, взяв это влияние Хендрикса и сделав его более классическим».

## Список композиций
- Список композиций указан в соответствии с информацией сайта Discogs[8]. Автор всех композиций — Ули Джон Рот

1. Cast Away Your Chains	4:12
2. Indian Dawn	5:14
3. I'll Be Loving You Always	4:57
4. Fire Wind	5:00
5. Prelude In Space Minor	1:20
6. Just Another Rainbow	3:52
7. Children Of The Sea	3:22
8. Chaplin And I	5:45
9. Enola Gay (Hiroshima Today?)	10:42

- - a) Enola Gay
  - b) Tune of Japan
  - c) Attack
  - d) Lament

## Участники записи
Electric Sun
- Ули Джон Рот – гитара, вокал
- Сидхатта Гуатама  – ударные
- Уле Ритген – бас-гитара